# 田淵浩二
田淵 浩二（たぶち こうじ、1964年 - ）は、日本の法学者。九州大学教授。専門は刑事訴訟法。博士（法学）（大阪市立大学、2004年）。香川県出身。

## 略歴
- 1987年：香川大学法学部卒業
- 1992年：大阪市立大学大学院法学研究科公法学専攻後期博士課程単位修得退学
- 1992年：静岡大学人文学部法学科助教授
- 2004年：香川大学大学院連合法務研究科教授
- 2008年：九州大学法科大学院教授

## 著書

### 単著
- 『証拠調べ請求権』（成文堂、2004年）

### 訳書
- ドイツ対案グループ『犯罪被害の回復-対案・損害回復-』（光藤景皎、高橋則夫、川口浩一、山名京子、との共訳、成文堂、2002年）